# Comté de Junee
Le comté de Junee (en anglais : Junee Shire) est une zone d'administration locale située dans l'État de Nouvelle-Galles du Sud en Australie.

## Géographie
Le comté s'étend sur 2 031 km2 dans les South West Slopes au sud de la Nouvelle-Galles du Sud. Il est traversé par l'Olympic Way et la Main South railway.
Il comprend la ville de Junee ainsi que les localités de Bethungra, Dirnaseer, Eurongilly, Harefield, Illabo, Junee Reefs, Old Junee et Wantabagery.

## Histoire
Le comté est créé le 1er janvier 1981 par la fusion de la municipalité de Junee avec le comté d'Illabo.

## Démographie
La population s'élevait à 5 878 habitants en 2011 et à 6 295 habitants en 2016.

## Politique et administration
Le conseil comprend neuf membres élus pour quatre ans, qui à leur tour élisent le maire chaque année. À la suite des élections du 4 décembre 2021, le conseil est formé d'indépendants.

### Liste des maires
| Période                                  | Période        | Identité     | Étiquette    | Qualité |
| ---------------------------------------- | -------------- | ------------ | ------------ | ------- |
| Les données manquantes sont à compléter. |                |              |              |         |
| septembre 1998                           | septembre 2014 | Lola Cummins | Indépendante |         |
| septembre 2014                           | en cours       | Neil Smith   | Indépendant  |         |